# Louis Brincard
Le baron Louis-Ernest Brincard est un homme politique français né le 11 mars 1842 à Paris où il est décédé le 18 janvier 1920.

## Biographie
Fils d'un industriel de Pontoise et parent du baron Georges Brincard, il entre dans la diplomatie après avoir fait son droit et devient secrétaire d'ambassade de 1re classe. 
Lors de la guerre franco-allemande de 1870, il sert comme chef de bataillon aux mobiles de Seine-et-Oise et est décoré pour sa conduite.
Il démissionne de la diplomatie en 1880 pour se consacrer à la politique. Maire de Domont, conseiller général du canton d'Ecouen et vice-président de l'Assemblée départemental, il est député de Seine-et-Oise de 1889 à 1898, inscrit au groupe conservateur, puis à l'Action libérale. 

### Sources
- « Louis Brincard », dans le Dictionnaire des parlementaires français (1889-1940), sous la direction de Jean Jolly, PUF, 1960 [détail de l’édition]